# Campionat de França de Rugbi Top-14 2020-2021
El Campionat de França de Rugbi Top-14 2020-2021 està organitzat per la Lliga Nacional de Rugbi de França. El vigent campió és l'Stade Toulousain que guanyà el seu vintè Escut de Brennus la temporada 2018-2019. S'inicià el 4 de setembre del 2020 i s'acabarà el mes de juny del 2021.

## Fase preliminar
| Clubs                 | SUA     | AB      | USBB    | CABC    | CO      | ASM     | SR      | LOU     | MHRC    | SP      | RCF     | SF      | RCT     | ST      |
| --------------------- | ------- | ------- | ------- | ------- | ------- | ------- | ------- | ------- | ------- | ------- | ------- | ------- | ------- | ------- |
| SU Agen               |         | 15 – 26 | 3 – 49  | 6 – 15  | 22 – 26 | 16 – 52 | 13 – 43 | 16 – 19 | 19 – 39 | 7 – 47  | 14 – 54 | 3 – 20  | 9 – 38  | 0 – 59  |
| Aviron Bayonnais      | 48 – 20 |         | 22 – 47 | 26 – 23 | 23 – 26 | 21 – 19 | 19 – 36 | 20 – 28 | 29 – 20 | 22 – 23 | 23 – 13 | 9 – 12  | 35 – 29 | 20 – 24 |
| US Bordeaux Bègles    | 71 – 5  | 43 – 19 |         | 25 – 20 | 20 – 16 | 16 – 16 | 11 – 26 | 31 – 9  | 57 – 9  | 29 – 23 | 13 – 17 | 44 – 6  | 31 – 18 | 10 – 21 |
| CA Brive-Corrèze      | 57 – 3  | 42 – 23 | 25 – 23 |         | 28 – 33 | 21 – 43 | 24 – 12 | 12 – 8  | 23 – 22 | 19 – 13 | 19 – 23 | 28 – 31 | 25 – 23 | 16 – 36 |
| Castres Olympique     | 39 – 23 | 31 – 21 | 29 – 30 | 24 – 25 |         | 14 – 40 | 22 – 15 | 37 – 29 | 48 – 17 | 38 – 33 | 28 – 26 | 16 – 22 | 46 – 24 | 26 – 24 |
| Clermont Auvergne     | 31 – 12 | 73 – 3  | 36 – 37 | 37 – 27 | 59 – 19 |         | 25 – 20 | 26 – 18 | 15 – 21 | 50 – 29 | 22 – 24 | 41 – 27 | 25 – 16 | 33 – 30 |
| Stade rochelais       | 59 – 0  | 40 – 3  | 20 – 6  | 36 – 22 | 62 – 3  | 19 – 10 |         | 38 – 23 | 22 – 9  | 51 – 27 | 9 – 6   | 16 – 11 | 29 – 15 | 11 – 14 |
| Lyon OL U             | 52 – 7  | 62 – 10 | 27 – 10 | 24 – 7  | 14 – 15 | 41 – 30 | 22 – 18 |         | 24 – 20 | 17 – 18 | 23 – 27 | 20 – 19 | 54 – 16 | 31 – 23 |
| Montpellier HRC       | 42 – 13 | 23 – 19 | 22 – 23 | 30 – 6  | 19 – 21 | 22 – 15 | 32 – 22 | 16 – 21 |         | 23 – 26 | 22 – 24 | 31 – 6  | 29 – 10 | 9 – 16  |
| Section Paloise       | 33 – 23 | 43 – 33 | 29 – 24 | 27 – 32 | 13 – 17 | 31 – 42 | 24 – 35 | 29 – 29 | 41 – 25 |         | 29 – 35 | 29 – 27 | 29 – 33 | 16 – 22 |
| Racing Club de France | 45 – 10 | 43 – 17 | 32 – 33 | 55 – 12 | 23 – 20 | 45 – 19 | 26 – 22 | 34 – 26 | 41 – 17 | 24 – 22 |         | 29 – 35 | 23 – 29 | 24 – 30 |
| Stade Français        | 40 – 21 | 19 – 26 | 26 – 16 | 51 – 21 | 29 – 9  | 27 – 34 | 35 – 13 | 46 – 27 | 32 – 10 | 46 – 32 | 25 – 27 |         | 24 – 23 | 48 – 14 |
| Rugby Club Toulonnais | 34 – 17 | 14 – 16 | 25 – 19 | 35 – 19 | 19 – 6  | 27 – 9  | 11 – 29 | 36 – 14 | 25 – 21 | 18 – 13 | 25 – 21 | 35 – 13 |         | 44 – 10 |
| Stade Toulousain      | 63 – 18 | 28 – 32 | 45 – 23 | 42 – 17 | 16 – 16 | 36 – 27 | 39 – 23 | 7 – 16  | 16 – 29 | 31 – 9  | 34 – 16 | 48 – 24 | 39 – 19 |         |

## Classificació
| Classificació general del Top 14 | Classificació general del Top 14 | Classificació general del Top 14 | Classificació general del Top 14 | Classificació general del Top 14 | Classificació general del Top 14 | Classificació general del Top 14 | Classificació general del Top 14 | Classificació general del Top 14 | Classificació general del Top 14 | Classificació general del Top 14 | Classificació general del Top 14 | Classificació general del Top 14 | Classificació general del Top 14 | Classificació general del Top 14 |
| Class.                           | Clubs                            | Pts                              | J                                | G                                | E                                | P                                | B0                               | BD                               | pf                               | pc                               | p±                               | af                               | ac                               | a±                               |
| -------------------------------- | -------------------------------- | -------------------------------- | -------------------------------- | -------------------------------- | -------------------------------- | -------------------------------- | -------------------------------- | -------------------------------- | -------------------------------- | -------------------------------- | -------------------------------- | -------------------------------- | -------------------------------- | -------------------------------- |
| 1.                               | Stade Toulousain                 | 81                               | 26                               | 17                               | 1                                | 8                                | 8                                | 3                                | 767                              | 557                              | 210                              | 92                               | 53                               | 39                               |
| 2.                               | Stade rochelais                  | 78                               | 26                               | 17                               | 0                                | 9                                | 6                                | 4                                | 726                              | 452                              | 274                              | 79                               | 41                               | 38                               |
| 3.                               | Racing Club de France            | 78                               | 26                               | 17                               | 0                                | 9                                | 6                                | 4                                | 757                              | 577                              | 180                              | 82                               | 48                               | 34                               |
| 4.                               | US Bordeaux Bègles               | 72                               | 26                               | 15                               | 1                                | 10                               | 7                                | 3                                | 740                              | 546                              | 194                              | 78                               | 41                               | 37                               |
| 5.                               | Clermont Auvergne                | 71                               | 26                               | 15                               | 1                                | 10                               | 6                                | 3                                | 830                              | 619                              | 211                              | 88                               | 61                               | 27                               |
| 6.                               | Stade Français                   | 70                               | 26                               | 15                               | 0                                | 11                               | 6                                | 4                                | 701                              | 622                              | 79                               | 69                               | 63                               | 6                                |
| 7.                               | Castres Olympique                | 69                               | 26                               | 15                               | 1                                | 10                               | 3                                | 4                                | 625                              | 676                              | -51                              | 61                               | 63                               | -2                               |
| 8.                               | Rugby Club Toulonnais            | 66                               | 26                               | 14                               | 0                                | 12                               | 7                                | 3                                | 641                              | 605                              | 36                               | 62                               | 53                               | 9                                |
| 9.                               | Lyon OL U                        | 65                               | 26                               | 14                               | 1                                | 11                               | 3                                | 4                                | 678                              | 568                              | 110                              | 74                               | 56                               | 18                               |
| 10.                              | Montpellier HRC                  | 54                               | 26                               | 10                               | 0                                | 16                               | 6                                | 8                                | 579                              | 615                              | -36                              | 51                               | 58                               | -7                               |
| 11.                              | CA Brive-Corrèze                 | 51                               | 26                               | 11                               | 0                                | 15                               | 2                                | 5                                | 585                              | 711                              | -126                             | 52                               | 78                               | -26                              |
| 12.                              | Section Paloise                  | 46                               | 26                               | 9                                | 1                                | 16                               | 2                                | 6                                | 688                              | 752                              | -64                              | 65                               | 76                               | -11                              |
| 13.                              | Aviron Bayonnais                 | 46                               | 26                               | 10                               | 0                                | 16                               | 1                                | 5                                | 565                              | 796                              | -231                             | 48                               | 94                               | -46                              |
| 14.                              | SU Agen                          | 2                                | 26                               | 0                                | 0                                | 26                               | 0                                | 2                                | 315                              | 1101                             | -786                             | 30                               | 146                              | -116                             |